# Кульджинський трактат
Кульджинський торговельний трактат — договір між Росією та Китаєм, підписаний 25 липня 1851 в Кульджі.
Укладено уповноваженими: Російської держави — корпусу гірничих інженерів полковником Є. П. Ковалевським і Дайцинського — сановником І-Шанем, який головує в Ілійському краї, і товаришем його сановником Буянтаєм.
Ратифіковано у Петербурзі 13 листопада того ж року. За цим трактатом нам було відкрито торгівлю в Ілі (Кульджі) та Тарбагатаї (Чугучаці).
Зближення володінь Росії та цинського Китаю в Центральній Азії викликало необхідність встановлення тут офіційних взаємин між обома державами для вирішення різних економічних та інших питань. Однак цьому перешкоджала політика цинського уряду, який побоювався втратити своє панування над казахами, киргизами, уйгурами та іншими народами Джунгарії та Східного Туркестану. Успішний виступ російського військового загону та казахських сарбазів, внаслідок якого пала фортеця Таучубек — опора кокандського Худояр-хана в Семиріччі, прискорило підписання договору, укладеного з метою врегулювання питань торгівлі у прикордонних районах обох держав. Відповідно до Кульджинського договору товари обох сторін взаємно звільнялися від сплати мита. Російські купці отримали право ввозити товари в китайські міста Кульджу і Чугучак, торгувати там і мати постійне обійстя (факторії) зі складами. У цих містах відкрито російські представництва, які займалися питаннями російсько-китайської торгівлі.
Кульджинський договір територіально розмежовував сфери торговельно-економічного впливу Росії та Китаю у Східному Туркестані. Договір про торгівлю торкався інтересів казахського і киргизького населення Семиріччя, а згодом і міста Вірного, які займалися торгівлею і караванним візництвом Кульджинським трактом, а також російських купців і переселенців. Договір сприяв торговельно-економічному розвитку краю. Враховуючи це, царський уряд посилив заходи щодо забезпечення безпеки караванних доріг, що проходять Семиріччям та будівництва форту Вірний.